# Халльберг, Анна
Анна Халльберг (швед. Anna Hallberg; 1975, Хернёсанд, Вестерноррланд) — шведская поэтесса, литературный критик. В 2004 году она была удостоена литературной премии Aftonbladet за поэтический сборник På era platser. Colosseum, Kolosseum (2010) был номинирован на литературную премию Северного совета 2011 года.

## Биография и творчество
Занималась социальной работой, культурным менеджментом. Автор трех[уточнить] книг стихотворений, близких к конкретной поэзии. Как литературный критик постоянно сотрудничает с крупнейшей газетой в стране Дагенс Нюхетер, литературными журналами (Слово и образ и др.). Занимается визуальной поэзией, участвует в инсталляциях.
Входит в редколлегию журнала поэзии OEI. Была членом жюри литературной премии Северного совета.

## Книги
- Friktion / Трение (2001)
- på era plaster/ на своих местах (2004, номинация на премию Северного совета)
- Mil/ Миля (2008)
- Colosseum, Kolosseum (2010, номинация на премию Северного совета)
- Ljusgrönt och aska (2014)

## Признание
Литературная премия газеты Афтонбладет (2004). Зимняя премия Союза девятерых (2012).